# Вуйчик, Ежи
Ежи Вуйчик (Ежи Войцик; Ежи Вуйцик; пол. Jerzy Wójcik; 12 сентября 1930, Новы-Сонч — 3 апреля 2019, Варшава) — польский кинооператор, сценарист и режиссёр.

## Биография
Ежи Вуйчик сын офицера 1-го полка Подгалянских Стрельцов, майора Анджея Вуйчика. В начале сентября 1939 года вместе со своей матерью и братом Марианом он был эвакуирован во Львов, а затем вернулся в Новы Сонч. После войны семья Вуйциков жила в Богушуве в Судетских горах.
Закончил Государственную высшую школу кинематографа, телевидения и театра имени Леона Шиллера в Лодзи (1955). В 1956 году он начал работать на киностудии «KADR». Он получил диплом в 1964 году. В 1956 году работал вторым оператором под руководством Ежи Липмана при съёмках фильма «Канал» Анджея Вайды. Он дебютировал в 1958 году в качестве самостоятельного кинематографиста в фильме «Эроика» Анджея Мунка. Сотрудничал с крупнейшими мастерами польской школы, в 1960-х работал с югославскими кинорежиссёрами.
Снял два фильма как режиссёр (один из них – «Врата Европы», 1999 – был номинирован на премию МКФ в Каире). Поставил несколько театральных спектаклей. Преподавал операторское искусство в Силезскому университету в Катовицах и Высшей школе кинематографа в Лодзи. В 2006 опубликовал книгу эссе и воспоминаний «Лабиринт света», в 2017 книгу «Искусство фильма».

## Избранная фильмография
- 1956 – «Канал» / Kanał (реж. Анджей Вайда, второй оператор)
- 1956 – «Настоящий конец большой войны» / Prawdziwy koniec wielkiej wojny (реж. Ежи Кавалерович, второй оператор)
- 1958 – «Эроика» / Eroica (реж. Анджей Мунк)
- 1958 – «Пепел и алмаз» / Popiół i diament (реж. А.Вайда)
- 1959 – «Крест храбрых» / Krzyż Walecznych (реж. Казимеж Куц)
- 1960 – «Никто не зовёт» / Nikt nie woła (реж. К. Куц)
- 1961 – «Мать Иоанна от ангелов» / Matka Joanna od aniołów (реж. Е. Кавалерович)
- 1961 – «Самсон» / Samson (реж. А. Вайда)
- 1962 – «Мой старик» / Mój stary (реж. Януш Насфетер)
- 1964 – «Эхо» / Echo (реж. Станислав Ружевич)
- 1964 – «Жизнь ещё раз» / Życie raz jeszcze (реж. Януш Моргенштерн)
- 1966 – «Фараон» / Faraon (реж. Е. Кавалерович)
- 1966 – «Потом наступит тишина» / Potem nastąpi cisza (реж. Я. Моргенштерн)
- 1967 – «Вестерплатте» / Westerplatte (реж. Ст. Ружевич)
- 1968 – «Лицом к лицу» / Twarzą w twarz (реж. Кшиштоф Занусси)
- 1973 – «Потоп» / Potop (реж. Ежи Гофман)
- 1975 – «Опали листья с деревьев» / Opadły liście z drzew (реж. Ст. Ружевич, премия за лучшую операторскую работу на Польском кинофестивале)
- 1978 – «Страсть» / Pasja (реж. Ст. Ружевич)
- 1980 – «Рысь» / Ryś (реж. Ст. Ружевич)
- 1981 – «Пансион пани Латтер» / Pensja pani Latter (реж. Ст. Ружевич)
- 1983 – «Женщина в шляпе» / Kobieta w kapeluszu (реж. Ст. Ружевич)
- 1985 – «Дьявол» / Diabeł (реж. Ст. Ружевич)
- 1987 – «Ангел в шкафу» / Anioł w szafie (реж. Ст. Ружевич, премия за лучшую операторскую работу на Польском кинофестивале)

## Признание
- Награда Министра культуры и искусства ПНР 1-й степени (1967),
- Государственная премия ПНР 2-й степени (1975),
- Награда председателя «Комитета в дела радио и телевидение» (1977),
- «Золотая камера» за достижение всей жизни на МКФ братьев Манаки (Македония, 1999),
- Офицерский крест (1998) и командорский крест (2005) ордена Возрождения Польши (2005).